# 瀬川康男
瀬川 康男（せがわ やすお、1932年4月5日 - 2010年2月18日）は、日本の画家、版画家、絵本作家。愛知県岡崎市出身。本姓は鈴木。
福音館書店のこどものともの仕事を皮切りに、新しい技法を次々と使いながら多彩なタブロー、版画、スケッチ、絵本の制作を続けた。
彼の初期の絵本は松谷みよ子、松野正子などの文に挿絵をつける形で作成されたが、1975年以降は文・絵ともに自作の絵本も制作。その仕事は、童画の枠を超えた現代的な「児童出版美術」の域に達し、BIB（ブラチスラヴァ絵本原画展)グランプリや国内の出版文化賞を受賞するなど、国内外で高い評価を獲得している。
なお年・名前・仕事の協力関係とも似通っている瀬川拓男は親族ではなく、血縁・家系とも他人である。

## 略歴
子供時代は外遊びも好きだったが、船乗りであった父が購読していた南画講座雑誌「南画鑑賞」の模写も繰り返し楽しみ、小学生にしてすでに池大雅と浦上玉堂を好んでいた。
1945年、岡崎市根石国民学校（現・岡崎市立根石小学校）卒業。同年、旧制岡崎中学校（現・愛知県立岡崎高等学校）に入学。この頃画家になることを決意。日本画家の山本恵川（やまもとけいせん）に入門し日本画を約1年学ぶ。
1949年、学制改革により愛知県立岡崎北高等学校2年生に編入。美術部で洋画を描き始め、演劇部では舞台美術を担当する。一年先輩には杉浦直樹、1年後輩に辻村益朗がいた 。
1951年、東京芸術大学美術学部油画科を受験するも失敗。東京の下宿で浪人生活を送るが、結核に罹患して3-4年間の入院生活を送る。絵はこの間も独学で描き続ける。
退院して岡崎に戻った後、23歳でふたたび東京に出る。瀬川盈子と結婚し、瀬川姓を名乗り四谷に住む。松谷みよ子と知りあい、1957年瀬川拓男が松谷らと一緒に興した人形劇団太郎座に、活動の一環として子供の絵の会ができると、その指導を手伝うため、太郎座の拠点となっている家に通い始める。瀬川は拓男・松谷みよ子夫妻が再話して刊行する『信濃の民話』（1957年）、『秋田の民話』（1958年）に挿絵を提供。瀬川は太郎座本講演のポスターやパンフレットのイラストを引き受ける一方、福音館書店の雑誌「母の友」にも挿絵を描いている。
1960年初めての絵本『きつねのよめいり』が福音館の月間絵本こどものとも53号として出版される。これは、松谷みよ子の文に辻村益朗のレイアウトで完全原稿の形に仕上げられ、福音館書店の編集者だった松居直のもとに持ち込まれたもの。松居は瀬川の力量を見抜き、「こどものとも」で取り上げることを即座に決めたが、同時に動きと物語性が足りないと直截に指摘もしたという。この本は1967年に「こどものとも 傑作集」の一つとして単行本化されている。
松居は瀬川から「力強いスケールの大きなもの」を引き出すため、君島久子訳による中国の民話「つきをいる」の絵本作成を依頼し、出来上がった『つきをいる』は1962年、こどものとも79号として配本される。松居はこの第2作を「動きは出てきたものの、まだ固さが残っている」と評している。
同じく1962年後半松居は、アメリカからカラーセパレーションによる原画作成のための印刷用フィルム材料を持ち帰り、瀬川に提供している。松居はまた松野正子の「ふしぎなたけのこ」の文による絵本の制作を瀬川に依頼。動きと物語性に富んだ絵本として完成した『ふしぎなたけのこ』は1963年にこどものとも87号として配本された。
1965年、松居や友人の堀内誠一の縁で瀬田貞二の知遇を得る。堀内と瀬川は瀬田を「浦和の師匠」と呼んで、奥三河の花祭を始め日本各地を一緒に旅してまわる。また瀬田の教えで日本の木版に興味を持ち、奈良絵本、丹緑本（たんろくぼん）、江戸の版本などを収集。
1965年、松谷みよ子と童心社の稲庭佳子が乳幼児のための「あかちゃんの本」を企画している時に、挿絵担当に手を挙げる。稲庭を編集者として文・松谷、絵・瀬川、デザイン・辻村で実現した『いないいないばあ』はそれまでほとんどなかった0歳児向けの絵本で、大変なロングセラーとなった。同じシリーズに『いいおかお』（1967年）、『もうねんね』（1968年）、『あなたはだあれ』（1968年）。この本のイラストで用いた手法を瀬川は「典具描法」と呼んだ。
1966年には印刷会社で不要になったリトグラフ（石版画）のプレス機を譲り受け、『ちびくろサンボのぼうけん』などリトグラフによる絵本を作成し始める。
1966年には『ふしぎなたけのこ』が「こどものとも傑作集30」として単行本化され、翌1967年にBIB（ブラチスラヴァ絵本原画展）の第1回めのグランプリを受賞する。これには瀬川本人も驚いたと語っているが、受賞後は仕事の依頼が相次ぎ忙しくなる。
このあとヨーロッパで約2カ月滞在して、美術館を見て回り、細密画に触発される。
1975年から冨山房の地下スペースをアトリエに借りてリトグラフの制作にあたる。
1977年、群馬県・北軽井沢に移り住む。1978年、田所朱々子と暮らし始める（朱々子とは1986年に再婚）。1982年に長野県・青木村に移りアトリエを構える。瀬川を信州に尋ねた松本猛は「上田市から車で三十分ほど山へ入ったところ」と書きとめている
1981年には、初の自作絵本『ふたり』（和紙にリトグラフ）を冨山房から出版。この絵本はリトグラフ制作のために場所を提供してくれた冨山房への「お礼」と瀬川は述べている。1983年の『ぼうし』も自作絵本である。このあと1984年から1989年にかけて瀬川は絵巻平家物語に取り組む。文章は木下順二。資料は膨大、取材も必要で、瀬川自身が「たいへんな仕事」と振り返るほどであった。
1996年から2001年ごろ、体調を崩して入退院を繰り返し、その後も自宅で療養する。2004年に久々の絵本となる、『ひな』と続編『ひなとてんぐ』を童心社から出版。
2010年2月18日、77歳で死去。直腸癌であったことが公表された。

## 主な作品
- 『信濃の民話』（日本の民話1）信濃の民話編集委員会編、太郎座美術部挿絵 未來社 1957年[29][30]
- 『秋田の民話』（日本の民話10）瀬川拓男・松谷みよ子編著、未來社 1958年 - 挿絵：瀬川康男、装丁：辻村益朗[31]
- 『きつねのよめいり』 こどものとも53号（1960年8月号）単行本（1967年） 松谷みよ子文 福音館書店 - 初めての絵本出版
- 『つきをいる』こどものとも79号（1962年10月号）君島久子 福音館書店
- 『ふしぎなたけのこ』 こどものとも87号（1963年6月号）単行本（1966年） 松野正子 福音館書店 - 第1回ブラチスラヴァ絵本原画展(BIB)グランプリ受賞 英題："Taro and the Bamboo Shoot" Random House (1963)
- 『ばけくらべ』 こどものとも102号（1964年9月号）単行本（1989年） 松谷みよ子 福音館書店
- 『三にんむすこ』渡辺茂男 文、福音館書店 1966年
- 『かちかちやま』松谷みよ子 文、ポプラ社 1967年初版 - 瀬川は『かちかちやま』を異なる画風で1970年に再び描いている[32]。

- 『ちびくろサンボのぼうけん』神宮輝夫文 偕成社 1966年 - 初のリトグラフによる絵本
- 松谷みよ子あかちゃんの本シリーズ 童心社
  - 『いないないばあ』1967年 - 2006年に英訳本が出版されている。
  - 同じシリーズに『いいおかお』（1967年）、『もうねんね』（1968年）、『あなたはだあれ』（1968年）。
- 『やまんばのにしき』 松谷みよ子文 ポプラ社 1967年 1968年に小学館絵画賞
- 『うみをわたったしろうさぎ』瀬田貞二再話 こどものとも142号（1968年1月号）福音館書店
- 『わにがまちにやってきた』チェコフスキー作、内田莉莎子訳、岩波書店 1968年

- 「日本のむかし話」シリーズ 松谷みよ子 文 講談社
  - 『はなさかじじい』（1969年、英題：[Hanasaka jijii]: How the Withered Trees Blossomed）、『ももたろう』（1970年）、『したきりすずめ』（1970年）、『かちかちやま』（1970年）、『さるかに』（1970年）、『こぶとり』（1971年）、『ぼうさまのき（1971年）、『たべられたやまんば』（1972年）
- 『おおさむこさむ』 こどものとも190号（1972年1月号）単行本（1977年） 福音館書店 - わらべ歌集
- 『鬼』今江祥智文、あかね書房 1972年 - 丹緑本の影響がみられる
- 『かちかち山のすぐそばで』 (創作どうわライブラリー) 筒井敬介 文、フレーベル館 1972年 - 1973年にサンケイ児童出版文化賞 大賞・国際アンデルセン国内賞[33]
- 『ことばあそびうた』 谷川俊太郎 詩 福音館書店 1973年 [34][35]。- 続編に『ことばあそびうた また』
- 『西遊記』 (上巻) 呉承恩 挿絵、君島久子訳 福音館書店 1975年 - 絵本以外の挿絵。下巻は1985年。
- 『犬棒かるた』福音館書店 1975年 - 「母の友」での連載をカルタに仕立てたもの。1994年には再び絵本化して『ことわざあそび』としてグランまま社から出版。
- 『こしおれすずめ』こどものとも250号（1977年1月号）瀬田貞二再話 福音館書店
- 『ことばあそびうた また』 谷川俊太郎 詩 福音館書店 1981年1月
- 『ふたり』瀬川康男文・絵 冨山房 1981年 - 続編に『ちょっときて』
- 『ぼうし』こどものとも327号（1983年6月号）単行本（1987年）福音館書店 - 1987年に第10回日本の絵本賞「絵本にっぽん賞大賞」。1988年に第19回講談社出版文化賞絵本賞。
  - 1988年、これまでの業績に対して国際アンデルセン賞画家賞次席[36]。
- 『虫のわらべうた』こどものとも365号（1986年8月号） 斉藤たま採録福音館書店
- 『清盛』 (絵巻平家物語) 木下順二 ほるぷ出版 1987年 - 1989年にBIB絵本原画展金のりんご賞[37]。
  - 「絵巻平家物語」（全9巻：『忠盛』『祇王』『俊寛』『文寛』『清盛』『義仲』『義経』『忠度』『知盛』1984-1991年）で1992年にサンケイ児童出版文化賞大賞[38]。
- 『だれかがよんだ』こどものとも181号（1990年）単行本（1992年）福音館書店 - 初のテンペラ技法。愛犬の「おび」登場。
- 『じゅうにしものがたり』グランママ社 1991年
- 『かぜにふかれて』こどものとも年少版188号（1992年11月号） 福音館書店 1992年- これにも愛犬の「おび」登場。英題："A FRIEND WHO CAME WITH THE WIND"[39]
- 『かっぱ かぞえうた』こどものとも年少版202号（1994年1月号） 福音館書店 1994年 英題："KAPPA COUNTING SONG" [40]
- 『なんだ かんだ』さとうわきこ文 こどものとも年少版207号（1994年6月号） 福音館書店 1994年 英題："WHAT MADE YOU TO DO SO?" [41]
- 『ずいずいずっころばし』こどものとも467号（1995年2月号）福音館書店 - わらべ歌の絵本化。線画によるかっぱが登場。英題："THREE NAUGHTY KAPPAS - based on a nursery rhyme"[42]
- タブロー「観音」1995年
- 『ちょっときて』小学館 1996年 - ネコとネズミ
- タブロー「女人図」1998年
- 『おつきさま いくつ』こどものとも012 67号 福音館書店 2000年 [43]
- 『流れのほとり』 (福音館文庫) 神沢 利子 (著), 瀬川 康男 (挿絵) 福音館書店 2003年 - 絵本以外の挿絵
- 『ひな』童心社 2004年 - 愛犬の「ひな」登場。続編に『ひなとてんぐ』
- 『ひなとてんぐ』童心社 2004年10月
- 『Peek-a-Boo』『Smiley Face』『Sleepy Time』 (R.I.C. Story Chest) RIC Publications; Har/Com版 2006年 - それぞれ『いないないばあ』『いいおかお』『もうねんね』の英語訳。Mia Lynn Perry訳[44]

## 参考図書
- 福音館書店母の友編集部『絵本作家のアトリエ１』福音館書店　2012年
- 別冊太陽『絵本の作家たち IV』平凡社 2006年
- 『ユリイカ--総特集 絵本の世界』 第34巻第3号 2002年2月臨時増刊号 青土社
- 松居直『絵本を見る眼』日本エディタースクール出版部 1978年初版
第2章 日本の絵本画家の仕事 2 瀬川康男ー現代絵師の絵・線（初出は月刊絵本昭和49年9月号）を再録
- 『月刊絵本--特集●現代の絵師 瀬川康男』昭和49年9月号/第2巻第8号 すばる書房盛光社 1974年
- 『瀬川康男画集 いきとしいけるもの』講談社、2011年7月27日
- 堀内誠一『ぼくの絵本美術館』マガジンハウス 1998年
- 松谷みよ子/曽根喜一/水谷章三/久保進編『戦後人形劇史の証言-太郎座の記録』 一声社 1982年
- 松谷みよ子『松谷みよ子の本 6 絵本』講談社 1995年 - 「きつねのよめいり」「ばけくらべ」「いないないばあ」「ぼうさまのき」を収録。
- 松谷みよ子『松谷みよ子の本 10 エッセイ』講談社 1996年 - 77頁に「瀬川康男さんのこと」収録
- 『松谷みよ子の本 別巻 松谷みよ子研究資料』講談社 1997年